# Sven Kretzschmar (Biathlet)
Sven Kretzschmar (* 22. Oktober 1979) ist ein früherer deutscher Biathlet.
Sven Kretzschmar bestritt 2003 seine ersten Rennen im Biathlon-Europacup. Sein erstes Rennen war ein Sprint in Ridnaun, bei dem er 22. wurde und damit erste Punkte gewann. Nach dem Jahreswechsel erreichte er mit einem sechsten Platz in einem Sprint in Langdorf eine erste einstellige Platzierung. Es blieb seine beste Platzierung in einem Einzelrennen in der Rennserie. 2006 konnte er in Ridnaun an der Seite von Steve Renner, Carsten Pump und Christoph Knie mit einem Staffelwettbewerb sein einziges von knapp 40 Rennen im Europacup gewinnen. Bei den Deutschen Meisterschaften im Sommerbiathlon 2005 in Altenberg wurde Kretzschmar hinter Roman Böttcher Vizemeister im Crosslauf-Sommerbiathlon-Sprintrennen mit dem Biathlongewehr.